# 分子亚型
分子亚型（英語：Molecular subtyping）是癌症生物学中一种基于分子数据和分类模型将癌症分组的新方法。
与传统的癌症组织学分类不同，分子分类依赖于生物标志物和分类器。生物标志物可以是信息基因、microRNAs (miRNAs)、DNA甲基化标志物等。分类器可以通过机器学习算法构建，例如微阵列预测分析 (PAM)、支持向量机 (SVM) 等。